# Franz Viehböck
Franz Artur Viehböck (* 24. August 1960 in Wien) ist ein österreichischer Manager, Elektrotechniker und Raumfahrer. Als erster und bisher einziger Österreicher über der Kármán-Linie, im Erdorbit und auf einer Raumstation wurde er von österreichischen Medien mit der Bezeichnung „Austronaut“ bedacht.

## Leben
Im Jahr 1978 maturierte Viehböck am Bundesgymnasium und Bundesrealgymnasium Keimgasse Mödling. Danach studierte er an der Technischen Universität in Wien Elektrotechnik und schloss das Studium ab. Er war aktiver Wasserballspieler, in den 1980er Jahren unter anderem bei der Schwimm-Union Wien. Er war 1988 Assistent an der TU Wien, als die Ausschreibung für einen österreichischen Kosmonauten lief. Aus zahlreichen Bewerbern wurde er mit dem Arzt Clemens Lothaller für das sowjetisch-österreichische Weltraumprojekt Austromir 91 ausgewählt, gemeinsam absolvierten sie die zweijährige Ausbildung im Sternenstädtchen nahe Moskau. Erst am Tag vor dem Start entschied sich die sowjetische Raumfahrtbehörde für ihn, sodass Viehböck am 2. Oktober 1991 zusammen mit dem sowjetischen Kosmonauten Alexander Wolkow und dem ersten kasachischen Kosmonauten Toqtar Äubäkirow mit Sojus TM-13 vom Weltraumbahnhof Baikonur startete.
Während seines Aufenthalts in der Raumstation Mir führte er gemeinsam mit den Kosmonauten Anatolyj Arzebarskyj und Sergei Krikaljow 15 wissenschaftliche Experimente auf den Gebieten Weltraummedizin, Physik und Weltraumtechnik durch. Viehböck kehrte nach sieben Tagen und 22 Stunden mit Sojus TM-12 zurück und landete am 10. Oktober in Kasachstan.
Im Auftrag der österreichischen Regierung hielt Viehböck während der folgenden zwei Jahre Vorträge und Informationsveranstaltungen über die Mission. Danach wurde er für Rockwell International in den USA tätig und nach der Übernahme Rockwells durch Boeing zum Director for International Business Development in Wien ernannt. Später wurde er Technologiebeauftragter des Landes Niederösterreich.
Seit 2004 ist er in führender Position (Chief Technology Officer für Technologie & Personalentwicklung) bei der Berndorf AG in Berndorf tätig. Im April 2015 wurde Viehböck in den Aufsichtsrat der AMAG in Ranshofen gewählt. Mitte 2020 folgte er Peter Pichler als Vorstandsvorsitzender der Berndorf AG nach.
Viehböck ist verheiratet, seine Tochter kam während seines Aufenthalts im All zur Welt, außerdem hat er drei Söhne. Sein Vater Franz Paul Viehböck war Professor für Angewandte Physik an der Technischen Universität Wien.

## Auszeichnungen
- Großes Goldenes Ehrenzeichen für Verdienste um die Republik Österreich, überreicht vom österreichischen Bundespräsidenten Kurt Waldheim (1991)

## Trivia
Im Weltraumroman Alles klappt nie (2005) des österreichischen Autors Martin Amanshauser, der im Jahr 2020 spielt, ist eine Figur namens Viehböck, Ex-Astronaut und österreichische Fluglegende, ein Protagonist. Die Romanfigur Viehböck ist zur Zeit der Handlung bereits 60 Jahre alt und erhält aufgrund ihrer Erfahrung mit sowjetischer Technik eine weitere Gelegenheit, ins Weltall zu fliegen.

## Werke
- Franz Viehböck / Clemens Lothaller: Austromir '91. Der österreichische Schritt ins Raumzeitalter. Edition Tau, Bad Sauerbrunn 1991, ISBN 3-900977-27-5